# 矯正研修所

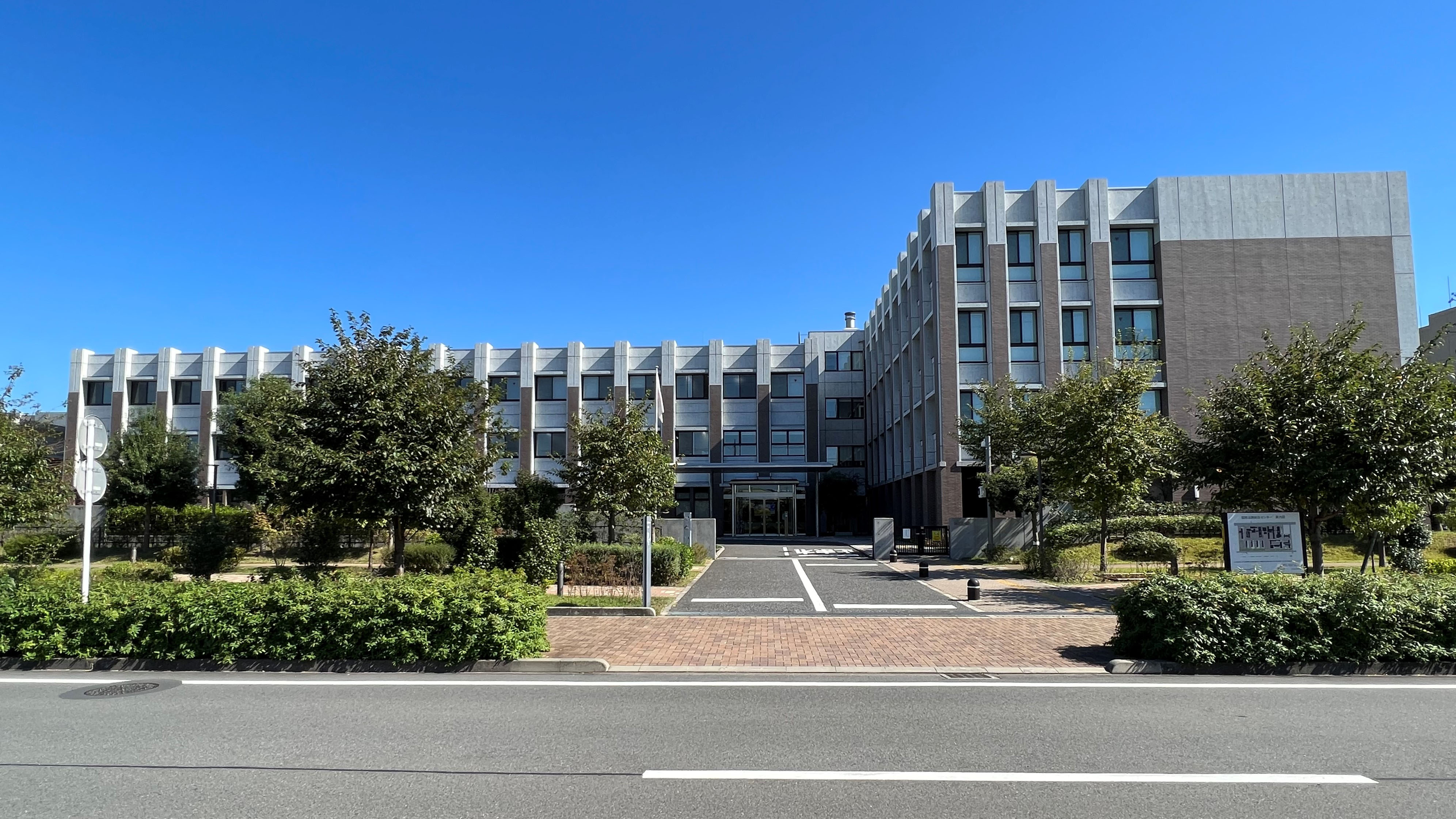
全景（東京都昭島市）

矯正研修所（きょうせいけんしゅうしょ）は法務省の施設等機関の一つ（実務上は法務省矯正局の管轄下）であり、刑務所、少年院、少年鑑別所の各組織に所属する職員の研修を行うことを目的に設置された文教研修施設である。

## 所在地
- 矯正研修所（東京都昭島市 国際法務総合センター内）
  - 札幌支所（北海道札幌市）
  - 仙台支所（宮城県仙台市）
  - 名古屋支所（愛知県名古屋市）
  - 大阪支所（大阪府堺市）
  - 広島支所（広島県広島市）
  - 高松支所（香川県高松市）
  - 福岡支所（福岡県福岡市）

本所以外は各矯正管区に設置されている。公務員削減などにより支所の業務統合が進んでいるため、全支所で同じ研修を実施しているわけではない。
東京支所は、国際法務総合センター設置に伴う矯正施設集約により、同所に移転した本所に統合された。

## 研修体系
刑務官、法務教官などとして採用されると、矯正研修所にて以下のような研修体系の中で研修を受ける。

### 刑務官採用試験の合格者
刑務官等初等科
採用後の研修。基本的な職務知識と各種訓練。支所にて実施。
中等科
初級幹部研修。係長級になるために必須の研修。支所にて実施。
中等科研修の受講には入所試験を受験し合格する必要がある。中等科研修入所試験は勤務経験2年以上で受験できるが、初等科研修で優秀な成績（優等賞受賞）を修めると特例で勤務経験1年で受験できる。なお、国家公務員採用一般職試験に合格して採用されている者は2年目に自動的に受講する。

### 法務教官採用試験合格者
法務教官基礎科
採用後の研修。基本的職務知識と各種訓練。支所にて実施。
法務教官応用科
初級幹部研修。専門官・係長級の研修。支所にて実施。

### 少年鑑別所等で勤務する法務技官でA種認定採用者
法務技官基礎科
採用後の研修。基本的職務知識と各種訓練。東京支所にて実施。
法務技官応用科
初級幹部研修。専門官・係長級の研修。東京支所にて実施。
法務教官及び法務技官の応用科は勤務経験4年で専門官に昇進した者が受講する。入所試験制度は存在しない。

### 上級研修
高等科
刑務官で中等科研修を修了し、高等科研修入所試験の合格者。
法務教官及び法務技官で基礎科研修を修了し勤務経験2年以上で、かつ高等科研修入所試験の合格者。
国家公務員採用I種試験に合格して採用されている者。
以上の3つの条件のいずれかを満たしている者が受講できる。
研修は矯正研修所本所にて実施され、約6か月間の研修期間がある。研修修了者は矯正関係の幹部（所長、院長あるいは管区・局の役職者）に昇進することができる。
なお、刑務官として採用された国家公務員採用総合職試験合格者は、採用2年目に高等科研修のみを受けることになる。
一方、法務教官または法務技官として採用された国家公務員採用総合職試験合格者は、採用2年目に基礎科研修の後期（専門研修）のみを受講し、同じ年に高等科研修を受講する。また、勤務経験3年以上で応用科研修の後期（専門研修）のみを受講する。
中級管理科
高等研修入所試験の年齢制限が45歳未満であるため、45歳を越えた矯正職員はこの中級管理科入所試験を受けることができる。
合格後、矯正研修本所での研修を終え、各施設の課長または統括矯正処遇官、統括専門官に昇進することができる。